# Festival du film arabe de Fameck
Le festival du film arabe de Fameck ou Cinémarabe se veut une vitrine de la culture arabe au cœur du bassin sidérurgique lorrain. L'idée de ce festival est née en 1990 au sein de la Cité Sociale de Fameck, vaste centre socio-culturel. 
Le festival est organisé par l’U.A.S.F. Cité Sociale de Fameck et la Ligue de l’enseignement - Fédération des Œuvres Laïques de la Moselle, avec l’aide de bénévoles. Il regroupe plus de 110 projections embrassant la production de pays comme le Maroc, l’Algérie, la Tunisie, l’Égypte, la Jordanie, la Syrie, la Palestine, l’Irak, le Liban, etc. Chaque année un pays est mis à l’honneur et une dizaine de films lui sont consacrés.
Chaque année, un pays du bassin méditerranéen et du Moyen-Orient est mis à l'honneur (Maroc, Algérie, Tunisie, Égypte, Mauritanie, Syrie, Palestine, Irak, Yémen, Liban) ; des films de pays proches des pays arabes sont également invités et présentés hors compétition (Iran, Israël, Sénégal, Bangladesh, Afghanistan). Une sélection hors compétition intitulée « Ouverture sur le monde » est également proposée. Elle réunit des films qui ne sont pas produits par des pays du monde arabe mais qui y sont liés par les thématiques qu’ils traitent (Israël, Afghanistan, Iran, etc.).
Le palmarès du festival regroupe six prix décernés par différents jurys composé de professionnels du cinéma et attribués à plusieurs catégories de films.
Des thématiques sont également proposées dans le cadre de conférences ou de projections/débats.

## Histoire
La première programmation du festival du film arabe de Fameck a eu lieu en 1990 à la Cité sociale (Fameck), par Mario Giubilei (1941-2016), Denis Darroy et René Cahen (1926-2014). Cet événement a été créé pour promouvoir et ainsi introduire la culture arabe dans d'autres formes d'art que dans la chanson ou autres.
Anne-Marie Hennequin-Botkovitz a repris le festival au côté de son fondateur (Mario Giubilei). On compte en 2015 plus de 390 films projetés depuis sa création. En 2013 le festival a accueilli plus de 16 000 personnes. Le nombre de films à l'affiche a considérablement augmenté depuis 1990. En effet, lors de la 25e édition qui a eu lieu en 2014, plus de 50 films ont été projetés contre 9 initialement,.
En 2021, plus de 110 projections sur 12 jours et 15 000 festivaliers, avec chaque année la venueannée de nombreux invités, talents reconnus ou étoiles montantes du 7e art et du monde culturel en général : réalisateurs, producteurs, comédiens, écrivains, etc.

## Programmation

### Édition 2014
Du 8 au 20 octobre 2014, le Festival du Film arabe est organisé par la Cité Sociale de Fameck. Le Festival s'emploie à représenter la richesse de la cinématographie des pays et auteurs arabes.
C'est un hommage à René Cahen. Pour sa 25e éditions, le Festival a proposé une sélection de plus de 50 films: longs-métrages de fiction, courts-métrages, documentaires. De nombreux pays arabes sont représentés: la Tunisie, l'Algérie, l'Arabie Saoudite, le Maroc, la Syrie, la Mauritanie, le Liban, la Palestine...
Des films de pays proches des pays arabes sont également invités (hors compétitions) : Iran, Israël, Sénégal, Afghanistan, Bangladesh.

### Édition 2021
Du 6 au 17 octobre 2021, le Festival organisé par la cité sociale de Fameck avait comme parrain d'honneur Dominique Besnehard.
Forte d’une cinquantaine de films, tous genres confondus, la 32e édition du Festival du Film arabe/Val de Fensch témoigne de la vitalité et parfois de la résilience des cinémas du monde arabe, dans un contexte fortement affecté par la pandémie, mais aussi par des crises politiques, économiques et sociales majeures. Dans le même temps, les films sont présents dans les sélections de grands festivals internationaux, remportant des prix, ils sont souvent nommés dans les hommages officiels dévolus aux professionnels du cinéma que sont les Oscars et les César.[réf. nécessaire]

### Édition 2022
L'édition 2022 a eu lieu du 05 au 16 octobre 2022.

### La Tunisie mise à l'honneur
Depuis 2011, le cinéma tunisien est en plein renouveau et accueille une génération de cinéastes talentueux tels que Nejib Belkadhi, Kaouther Ben Hania (La Belle et la Meute, sélection officielle Fameck 2017), Ridha Béhi, (Fleur d’Alep, sélection officielle Fameck 2017), Mohamed Ben Attia (Mon cher enfant', sélection officielle Fameck 2018), Salma Baccar ('El Jaida, sélection officielle Fameck 2017) ou Mehdi Barsaoui (Un fils, sélection officielle Fameck 2021) dont les films sont aujourd’hui distingués par les plus grands festivals du monde. Des noms qui incarnent cette nouvelle vague en plein épanouissement sur laquelle le festival du film arabe de Fameck - Val de Fensch posera son regard cette année. Fidèle à la ligne éditoriale de la manifestation, l’édition 2021 misera comme les précédentes sur des films prometteurs et audacieux dont le public pourra apprécier la diversité générationnelle, thématique et artistique qui caractérise les cinémas du monde arabe. L’occasion de se retrouver lors de moments partagés entre 7e art, convivialité et échange autour d’une passion commune avec les talents venus à Fameck présenter leur démarche créative.[réf. nécessaire]

### Organisation
Le festival du film arabe de Fameck est organisé par la cité sociale, en partenariat avec la ligue de l'enseignement / FOL 57 (Fédération des œuvres laïques).

### Les partenaires
De nombreuses entreprises et associations soutiennent le festival. Plusieurs collectivités locales et organismes publics sont partenaires de la manifestation culturelle parmi lesquels le Centre National du Cinéma et l'Institut du monde arabe.

### Animations

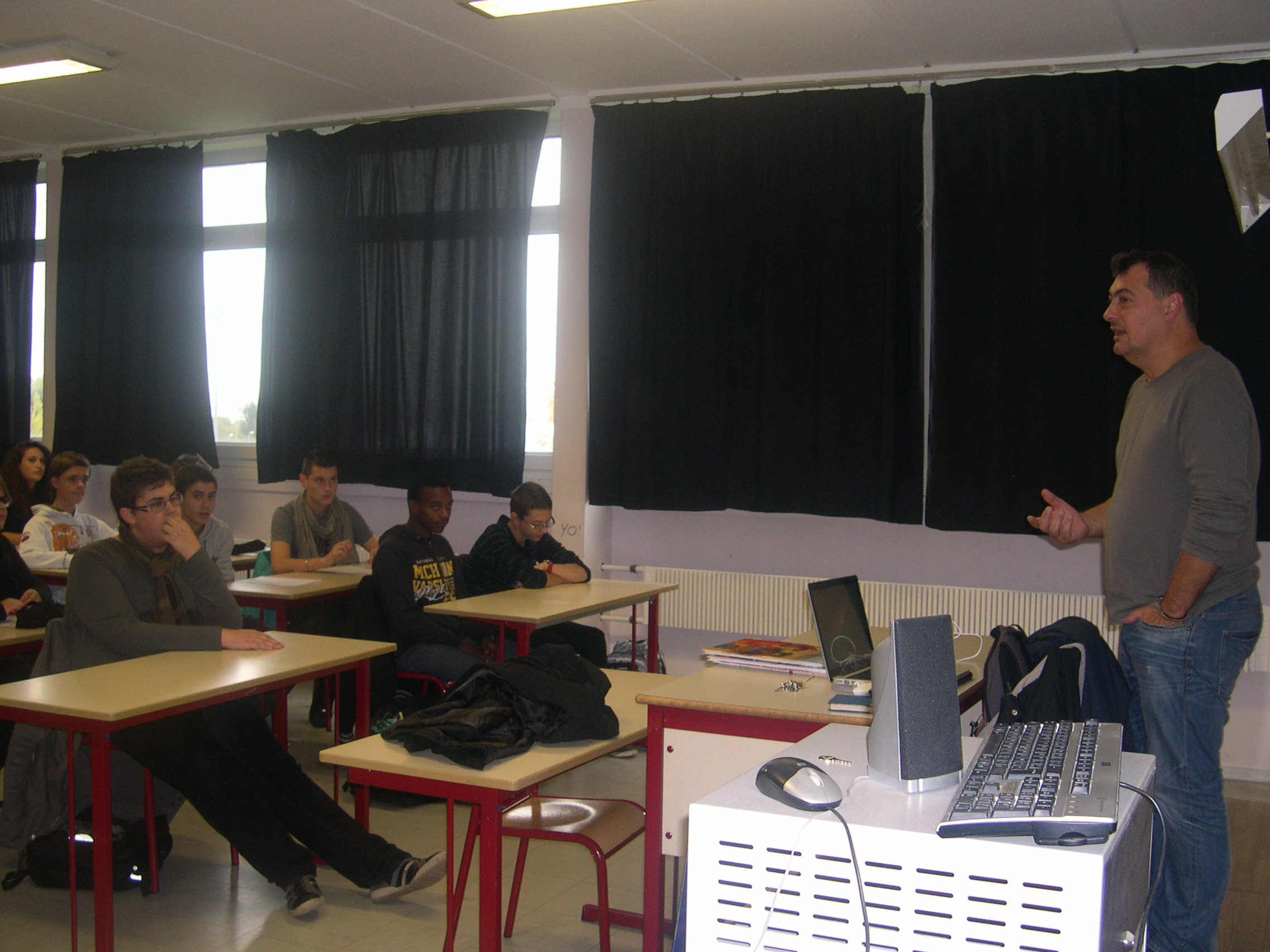
Le lycée st Exupéry de Fameck accueille Joël Alessandra.

Le festival propose plus de 52 films et longs métrages et aussi des documentaires. Il s'ouvre aux autres pratiques comme le chant et la danse. En accueillant des écrivains et des peintres du monde arabe. De plus il y a des expositions et des contes pour enfants. Il permet également à des lycéens de rencontrer ces auteurs à l'exemple de Joël Alessandra en 2013.
En hommage à Albert Camus, ils font des projections sur ses films.

### Les salles
- Salle Victor Hugo / Salle Cité Sociale, Fameck ;
- Salle Jean Morette, Fameck ;
- Cinéma Grand Écran, Serémange-Erzange;
- Salle de spectacle La Passerelle, Florange;

Mais également 25 actions décentralisées : des projections et animations dans toute la Lorraine, en partenariat avec les salles de cinéma et associations locales.

## Films et artistes
- Mohamed Fellag: humoriste algérien.
- Le Gone du Chaâba : film de Christophe Ruggia tiré du roman d'Azouz Begag.

## Les prix
Le Trophée du Festival a été créé d'après une œuvre originale de l'artiste Jean-Marc Schilt, du Centre International d'Art Verrier de Meisenthal.
Six récompenses sont attribuées au cours du festival :
- Le prix du Long Métrage

- Prix du Jury Presse
- Prix du Jury Jeunes
- Prix du Documentaire
- Prix du Court Métrage
- Prix du Public

## Lauréats

### 25eédition2014
- Prix du public : Timbuktu | Abderrahmane Sissako
- Prix de la presse : Les Terrasses | Merzak Allouache
- Prix de la jeunesse : Girafada | Rani Massalha
- Prix du Val de fensch : Palestine Stereo | Rashid Masharaw
- Prix du court metrage : Leur nuit | Narrimane Yamna Faqir
- Prix de la chaîne de télévision Al Araby TV Network de Londres : Mémoires anachroniques | Asmae El Moudir

### Édition 2021

#### Grand prix
- Président : Amine Bouhafa
- AÏda Touhiri
- Abel Jafri
- Moussa Maaskri
- Farida Ouchani

Film récompensé en 2021 : Memory Box de Joana Hadjithomas et Khalil Joreige.

#### Prix du documentaire
- Présidente : Jacqueline Gozland
- Yamina Belarbi
- Florent Leone
- Ségolène Roederer

Film récompensé en 2021 : We are from there de Wissam Tanios (Liban & France, 2020) 

#### Prix du court métrage
- Président : Karim Aitouna
- Latifa Said
- Guillaume Poulet
- Catherine Kammermann

Film récompensé en 2021 : Bab Sebta de Randa Maroufi (Maroc, 2020)

#### Prix de la presse
- Présidente : Nathalie Chifflet
- Benoit Basirico
- Zina Berrahal
- Hana Ghezzar Bouakkaz
- Lina Mahmoud Le Guen

Film récompensé en 2021 : Notturno de Gianfranco Rosi (Italie, France et Allemagne, 2020) 

#### Prix du jury jeune
Encadré par Luc Labriet, professeur (communication et audiovisuel), ce jury décerne le prix parmi une sélection de films abordant des thématiques autour de la jeunesse. En partenariat avec: le Lycée Marc Chagall (Reims), le Lycée Charles Hermite (Dieuze), le Lycée Saint-Exupéry (Fameck) Gymnasium Ulrich-von-Hutten-Schluchtern (Allemagne) École Secondaire de l'Ecole Européenne de Luxembourg Kirchberg
Film récompensé en 2021 : Gagarine de Fanny Liatard et Jérémy Trouilh (France, 2020)

#### Prix du public
En 2021, le public a décerné son prix au film franco-algérien Leur Algérie réalisé par Lina Soualem en 2020.